# Automeris arminia
Automeris arminia är en fjärilsart som beskrevs av Pieter Cramer 1782. Automeris arminia ingår i släktet Automeris och familjen påfågelsspinnare. Inga underarter finns listade i Catalogue of Life.

## Bildgalleri

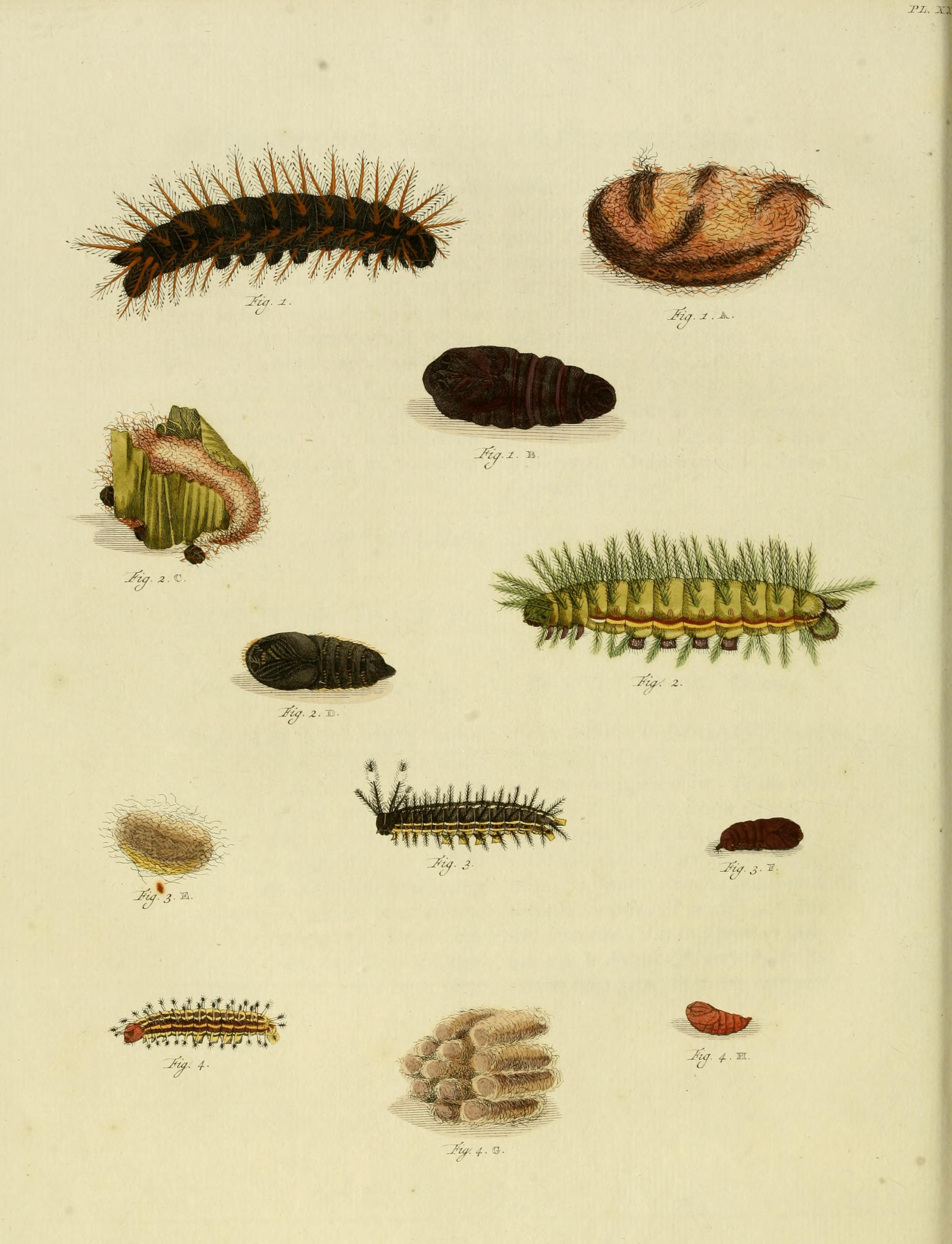
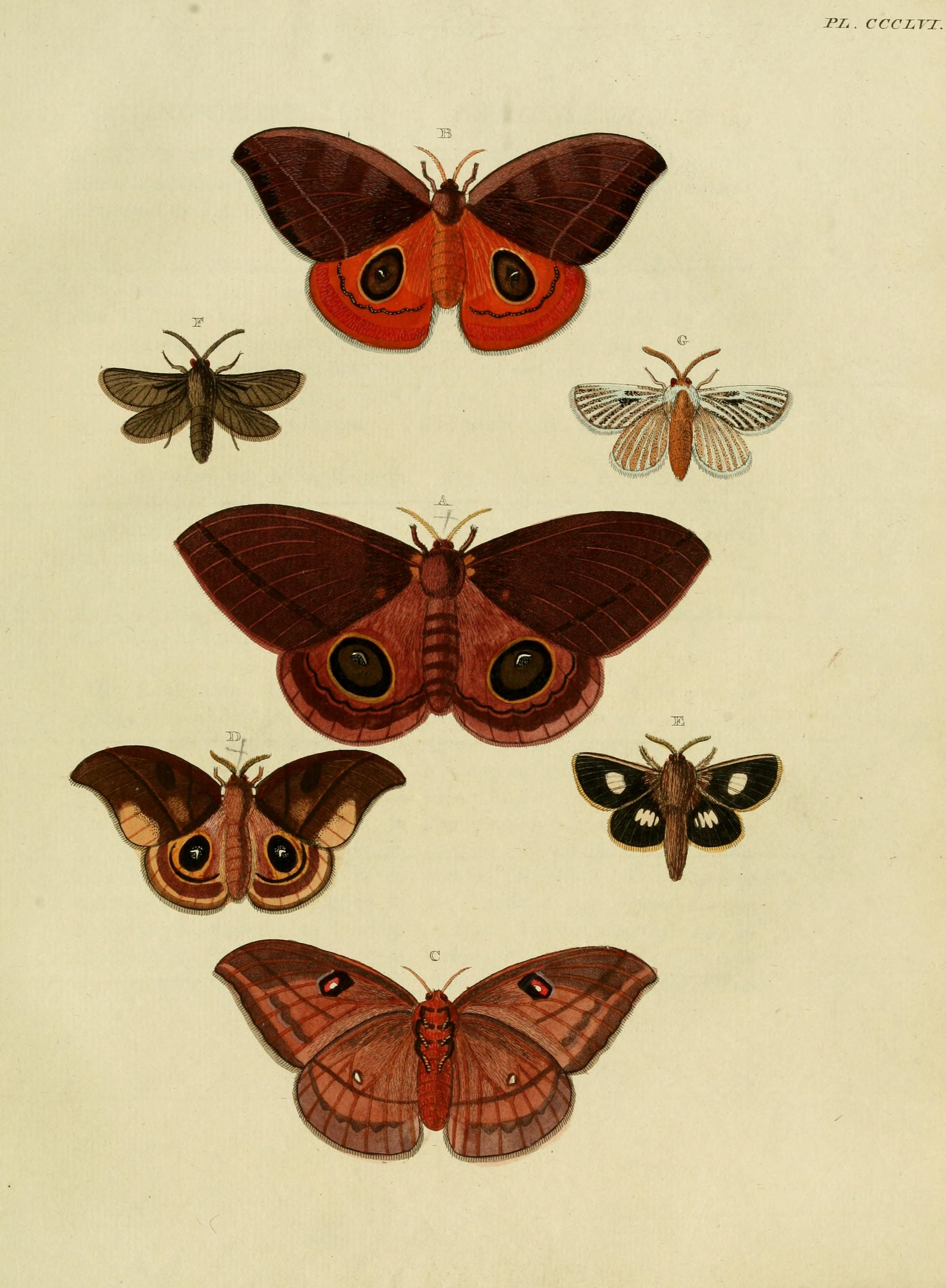